# Orlandina Basket
Orlandina Basket okrajšano Betaland Capo d'Orlando, je košarkarski klub s sedežem v Capo d'Orlando, Sicilija. Domače tekme igrajo v PalaFantozzi. Ustanovljeno leta 1978, večinoma igrali v regionalnih ligah. Sezona 2013-14 klub je napredoval v Serie A.

## Dvorane
- PalaFantozzi (1978–sedanjost)